# ブラックバーン C.A.15C

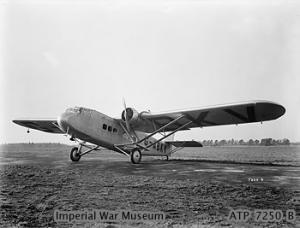
単葉型

ブラックバーン C.A.15C
複葉型
- 用途：実験機
- 製造者：ブラックバーン・エアクラフト
- 初飛行：1932年6月10日
- 生産数：2機
- 運用状況：退役

ブラックバーン C.A.15C（Blackburn C.A.15C）は1930年代のイギリスの実験機である。同じ胴体の複葉機と単葉機を製作して、どちらの構成が優れているかを比較するために製作された。結果的には一長一短であるという結論しか得られなかった。

## 開発
主に軍用機の製造で知られていたブラックバーン・エアクラフトは、民間機への進出を検討していた。特に設計されたものの製造に至らなかったものとして、11座席の3発単葉機、C.A.15A（C.A.はCommercial Aircraftを示す社内記号）があった。これは、高翼式の機体で、両翼にエンジンを1基ずつ、中央のエンジンは上部に搭載するものであった。さらに派生案として複葉機にすることでエンジンの配置を容易にする案も存在した。C.A.15Aを小型化した案がC.A.15Bである。これらの設計は、同一の機体において複葉と単葉のいずれが優れているかの議論に回答を与えるものとして航空省に対して提案され、契約が結ばれた。
2機のC.A.15Cが製作された。主翼とそれに影響を受ける胴体の一部以外は共通であり、総金属製の胴体に、主翼と尾翼はブラックバーン製の機体として一般的な鋼鉄製の縦通材とジュラルミン製の翼小骨に表面はワニスを塗った羽布張りであった。水平尾翼はワイヤーによって操作され、垂直尾翼と方向舵はバランスドラダー式であった。
航空省の方針で機体は試験後にインペリアル・エアウェイズに供与される方針であったため、内装も整えられていた。機内を前後2つのコンパートメト（前方4席、後方6席）に区切り、中央通路を挟んで左右1列の配置であった。エンジンの熱による暖房が設置された。2名の乗員のためのコクピットと客室の間に貨物室が設けられた。
複葉型は一対の翼間支柱で上下翼幅は等しく、上下翼は垂直に配置された。上翼は機体上方に位置し、機体に遮られることは無かった。単葉型は高翼機であり、支柱で支持された。複葉の上下翼を合わせた翼面積と単葉の翼面積はほぼ同面積に作られ、単葉型が3%大きいだけであった。2機の機体を可能なかぎり同じようにつくるために、主脚の取り付け方法は下翼に取り付けるだけの複葉型に対して単葉型には不利に働き、複雑な支柱で支えられることになった。エンジンは400hpのアームストロング・シドレー ジャガー IVC エンジンが2基装備された。エンジンの装備方法は既存のC.A.15A、C.A.15Bの設計とは異なり、単葉型では翼に組み込まれた。これに対して、複葉型では上下翼の間に装備された。
複葉型（機体番号 G-ABKW）は1932年6月10日に初飛行し、単葉型（G-ABKY）は1932年10月4日に初飛行した。複葉型は重量過大やブレーキの不調でタキシングが困難であった。尾輪は新型であったが、これによる振動にも悩まされた。後発の単葉型では問題は減少していた。

## 運用
1933年1月にイギリス空軍のマートルシャム・ヒース飛行場に納入され比較試験が行われたが、期待に反して、どちらの形式が優れているという結論は得られることはなかった。全備重量で飛行した時には、単葉型が速度、上昇率で勝ったが、単葉型の空虚重量は10%多く、ペイロードを減少させることになった。試験後インペリアル・エアウェイズで運用する計画は中止され、複葉型は廃棄された。単葉型はイギリス空軍のK4241号機としてファーンボローのロイヤル・エアクラフト・エスタブリッシュメントでオートパイロットと無線の実験に使用された。1937年末に廃棄されたが、それ以前の数ヶ月は輸送機としてイギリス空軍に使用された。

## 諸元
| 項目     | 単葉型                                              | 複葉型                                              |
| -------- | --------------------------------------------------- | --------------------------------------------------- |
| 乗員     | 2名                                                 | 2名                                                 |
| 乗客     | 10名                                                | 10名                                                |
| エンジン | アームストロング・シドレー ジャガー IVC エンジン2基 | アームストロング・シドレー ジャガー IVC エンジン2基 |
| 全長     | 16.84 m                                             | 16.76 m                                             |
| 全幅     | 26.21 m                                             | 19.5 m                                              |
| 全高     | 5.10 m                                              | 4.88 m                                              |
| 翼面積   | 99.22 m2                                            | 96.34 m2                                            |
| 自重     | 4,000 kg                                            | 3,597 kg                                            |
| 全備重量 | 5,920 kg                                            | 5,511 kg                                            |
| 最大速度 | 206 km/h                                            | 190 km/h                                            |
| 巡航速度 | 177 km/h                                            | 177 km/h                                            |
| 上昇率   | 3.38 m/s                                            | 2.72 m/s                                            |
| 最大高度 | 4,115 m                                             | 2,743 m                                             |
| 航続距離 | 563 km                                              | 563 km                                              |